# Edward P. Costigan
Edward Prentiss Costigan (né le 1er juillet 1874 et décédé le 17 janvier 1939) était un politicien du Parti démocrate qui a représenté le Colorado au Sénat des États-Unis de 1931 à 1937. Il a été membre fondateur du Parti progressiste au Colorado en 1912.

## Jeunesse et éducation
Edward Prentiss Costigan est né près de Beulahville dans le comté de King William en Virginie le 1er juillet 1874. Il est le fils de George et Emilie (née Sigur) Costigan.  En 1877, ses parents déménagent à Lake City, Colorado et l'année suivante s'installent à Ouray. Après cinq ans à Ouray, son père est nommé juge du nouveau comté de San Miguel, au Colorado, par le gouverneur James Benton Grant. Il est élu juge de Telluride à deux reprises. Ses parents sont propriétaires de la mine Belmont et d'une exploitation minière dans le comté de Mono, en Californie. La famille réside à Denver, où sa mère est membre du Denver Women's Club. 
Costigan fréquente les écoles publiques de Denver, y compris la East Denver High School.  Il étudie le droit et est admis au barreau de Salt Lake City en 1897. Il est diplômé de l'Université Harvard en 1899.  Son frère, George Purcell Costigan Jr. est un avocat, professeur, doyen et auteur. 

## Carrière politique
En 1900, il déménage à Denver, dans le Colorado, et y pratique le droit.  En 1902, il est déclaré vainqueur de l'élection en tant que député à la Chambre des représentants, mais un recours l'empêche d'y siéger pendant la législature. Il s'engage alors pendant plus d'une décennie pour des élections honnêtes. En 1906, il devient avocat pour la Honest Election League ainsi que pour la Law Enforcement League, occupant ce dernier poste pendant deux ans. Il s'engage pour une loi en faveur de l'autonomie locale en tant que conseiller juridique. Cette loi est soutenue par la Cour suprême du Colorado. Costigan est président du comité Dry Denver en 1910 et président de l'Association de réforme de la fonction publique de Denver. 
Pendant cette période, il dirige un cabinet d'avocats. Il plaide dans des affaires de taux de fret devant la Interstate Commerce Commission, représentant des organisations commerciales de l'Arizona et la Chambre de commerce de Denver. Il est avocat pour les United Mine Workers of America en 1914 lors d'une enquête du Congrès sur la Grève du charbon dans le Colorado. Plusieurs meurtres se sont produits pendant la grève et Costigan obtient l'acquittement de plusieurs accusés. 
Initialement républicain, il est membre fondateur en 1912 du Parti progressiste du Colorado. Il se présente ensuite sans succès pour le poste de gouverneur en 1912 et en 1914. Le président Woodrow Wilson le nomme membre de la United States Tariff Commission en 1917, poste qu'il occupe jusqu'en mars 1928, date à laquelle il recommence à pratiquer le droit. Il est élu au Sénat américain pour le Parti démocrate en 1930. Oscar L. Chapman est responsable sa campagne[réf. nécessaire]. Il est sénateur du 4 mars 1931 au 3 janvier 1937. 

### Amendement Jones – Costigan à la loi sur le sucre
En 1934, il co-parraine l'amendement Jones–Costigan à la loi sur le sucre, protégeant l'industrie sucrière américaine, y compris le sucre des betteraves du Colorado. C'est une cause d'un grand intérêt pour Costigan et sa femme. Il réforme ainsi l'industrie sucrière, interdit l'embauche de travailleurs de moins de 14 ans et fixe un maximum de huit heures de travail par jour pour les 14 à 16 ans. Mabel, membre du Conseil consultatif du Comité national du travail des enfants, est particulièrement préoccupée par la pratique consistant à employer des enfants pour travailler dans les champs de betteraves sucrières. 

### Loi Costigan – Wagner
Costigan et le sénateur démocrate de New York, Robert F. Wagner, parrainent une loi fédérale anti-lynchage en 1934. En 1935, les dirigeants du Sénat tentent de persuader le président Franklin D. Roosevelt de soutenir le projet de loi Costigan-Wagner. Roosevelt est toutefois préoccupé par une disposition du projet de loi qui appelle à la punition des shérifs qui ne réussissent pas à protéger leurs prisonniers contre les lynchages. Il pense qu'il perdrait le soutien des électeurs blancs du Sud en l'approuvant et perdrait l'élection présidentielle de 1936 .
Le projet de loi Costigan-Wagner reçoit le soutien de nombreux membres du Congrès, mais le bloc du Sud réussit à la faire échouer au Sénat. Le débat national qui a lieu sur la question attire une attention renouvelée sur les lynchages. Au milieu des années 1930, le nombre de lynchages est finalement tombé à moins de 20 par an.

## Vie privée

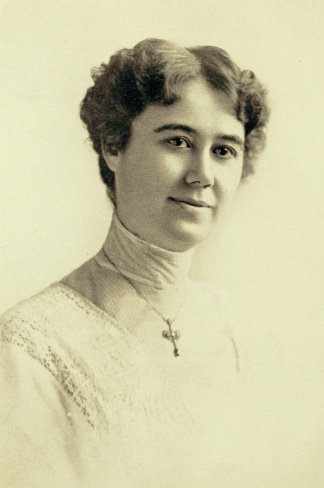
Mabel Cory Costigan, représentante des femmes du Colorado, 1914.

Il épouse une camarade de classe du secondaire, Mabel Cory, le 12 juin 1903. Il est président de classe et elle est secrétaire de classe. Elle est impliquée dans les affaires de l'église, de l'éducation et de la communauté. Elle est une experte de l'école du dimanche et est conférencière et conteuse. Elle est présidente du Woman's Club de Denver et présidente du comité industriel de la Fédération des clubs féminins de l'État du Colorado. Elle fait campagne pour la loi sur le travail des enfants, particulièrement intéressée par l'interdiction de l'utilisation d'enfants dans les champs de betteraves à sucre. Mabel est membre du conseil consultatif du Comité national du travail des enfants. Elle s'est également intéressée au sort des personnes nées à l'étranger dans les pratiques de travail. 
Après avoir quitté le Congrès, il s'est retiré de la vie professionnelle et politique. Il meurt le 17 janvier 1939 et est inhumé au cimetière Fairmount à Denver. 